# Jan Jansz. van de Velde

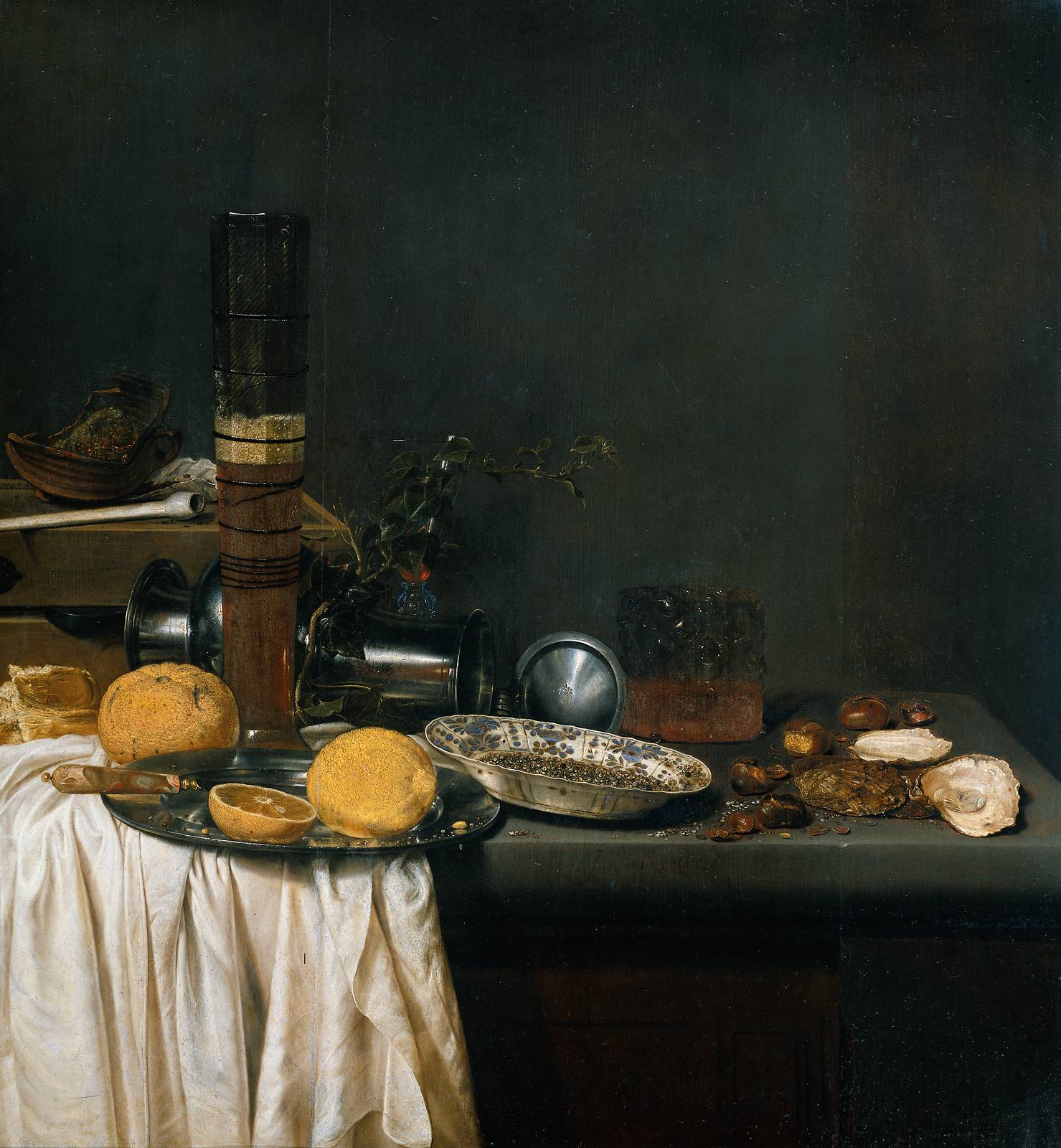
Martwa natura, 1647, Rijksmuseum, Amsterdam

Jan Jansz. van de Velde także Jan Jansz. van de Velde III (ur. w 1619 lub 1620 w Haarlem, zm. 10 lipca 1662 w Enkhuizen) – holenderski malarz, syn Jana van de Velde II. 
Specjalizował się w obrazach przedstawiających martwe natury malowanych w manierze Pietera Claesza i Willema Hedy. Jego kompozycje są skromne i zwykle przedstawiają niewielką liczbę obiektów. Artysta często poruszał motyw Vanitas, szczególnie znane są jego przedstawienia fajek.

## Wybrane prace
- Szklanka i cytryny, 1656, Londyn,
- Martwa natura z fajkami, 1651, Amsterdam,
- Złamana fajka, Budapeszt.